# Molisita
La molisita (en anglès i originalment molysite) és un mineral de la classe dels halurs.

## Característiques
La molisita és un halur de fórmula química FeCl₃. Cristal·litza en el sistema hexagonal. Es troba formant revestiments sobre la lava en fumaroles volcàniques actives, com la del Vesuvi. També es troba en forma massiva. Segons la classificació de Nickel-Strunz, la molisita pertany a «03.AA - Halurs simples, sense H₂O, amb proporció M:X = 1:3» juntament amb els següents minerals: zharchikhita, fluocerita-(Ce), fluocerita-(La) i gananita. Va ser descoberta l'any 1868 al Vesuvi, Nàpols (Campania, Itàlia). Sol trobar-se associada a altres minerals com: tridimita, hematites, anhidrita o halita.

## Formació i jaciments
Va ser descoberta al Vesuvi (Província de Nàpols, Itàlia), i tan sols ha estat descrita en poc més d'una desena d'indrets més arreu del planeta. Als territoris de parla catalana ha estat descrita a Vimbodí i Poblet, un municipi de la comarca de la Conca de Barberà.